# Datenfeld
Ein Datenfeld ist die kleinste Einheit eines Datensatzes. Nach Mertens ist es die kleinste auswertungsfähige Dateneinheit, z. B. eine Artikelnummer.
Unterschiedliche Betrachtungsebenen: In der Programmierung, d. h. in Computerprogrammen oder in Datenbankdefinitionen, werden Datenfelder (oft auch nur „Feld“ genannt) auf der Typebene deklariert. Jedes Datenfeld ist dabei durch Attribute wie zum Beispiel seinen Namen, seine Länge oder seinen Datentyp charakterisiert. Im Programm wird dadurch ein Speicherbereich zur Aufnahme konkret zu verarbeitender Daten(felder) reserviert, als Teil einer „Datenstruktur“.
Dagegen sind Datenfelder eines konkreten Datenbestandes die einzelnen Felder in jedem einzelnen Datensatz, in tabellenorientierten Datenbeständen also die Schnittmenge einer bestimmten Spalte mit einer bestimmten Zeile. Beispiele: Der Name „Max Mustermann“ in einer Zeile der Tabelle „Personen“; der Rechnungsbetrag einer bestimmten Rechnung.
Datenfelder werden je nach Form der Speicherung oder auch je nach Programmiersprache unterschiedlich genannt. In relationalen Datenbanken entspricht jedem Datenfeld ein Attribut. Die Gesamtheit der Attribute, der Datensatz, entspricht dem Tupel.
In abweichender Bedeutung und in manchen Programmiersprachen wird der Ausdruck ‚Datenfeld‘ zum Teil auch in der Bedeutung Array benutzt.